# Mozartstraße 19 (Mönchengladbach)

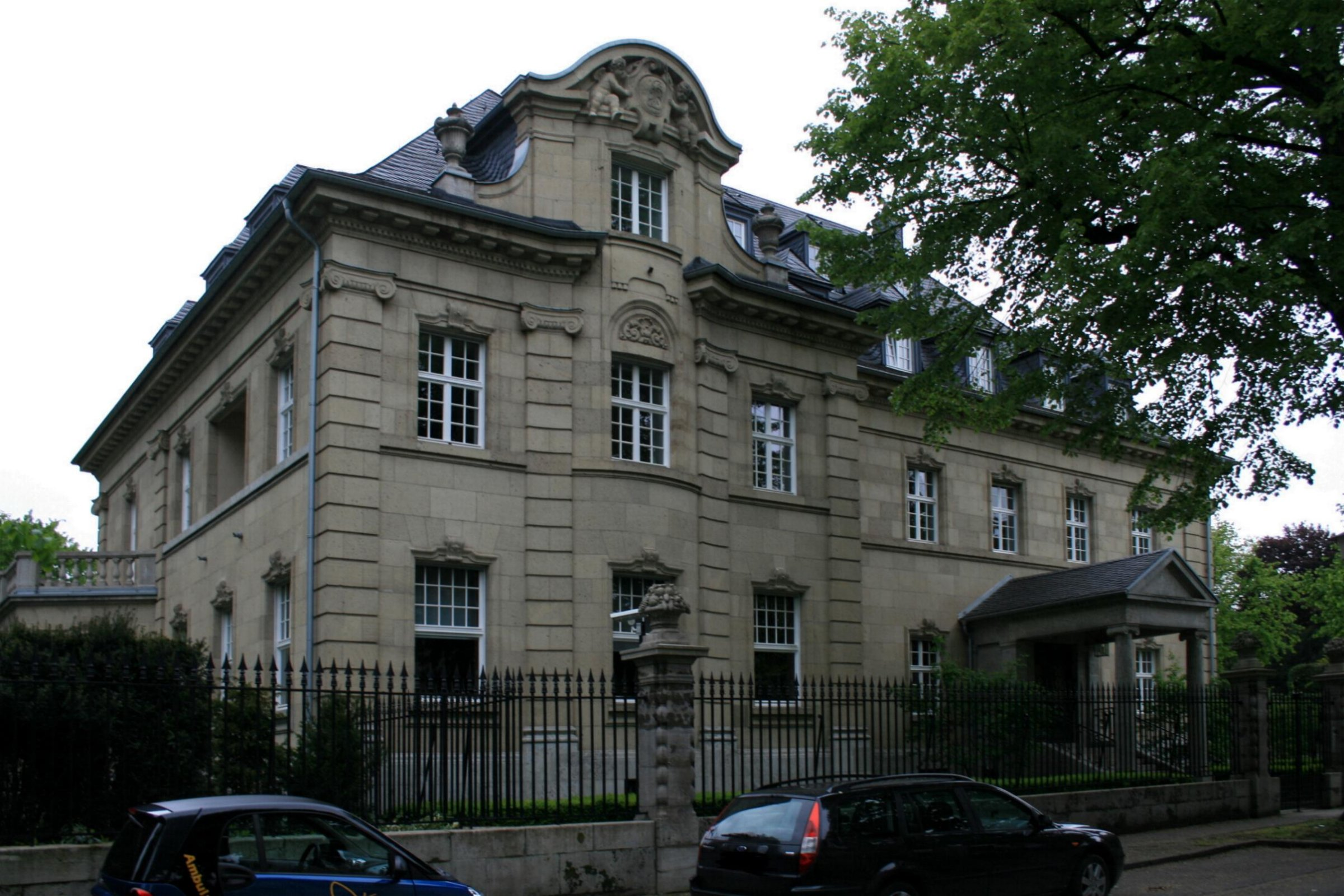
Stadtvilla (ehemalige Villa Hecht), 2010

Das Gebäude Mozartstraße 19 (ehemals Villa Hecht) ist eine 1914 bis 1916 erbaute zweigeschossige Stadtvilla in Mönchengladbach (Nordrhein-Westfalen) am Rande des Bunten Gartens. Architekt war Robert Neuhaus. Die Fassaden bestehen aus Tuff.
Die Villa wurde am 4. Dezember 1984 in die Denkmalliste der Stadt Mönchengladbach eingetragen.